# 森敏治
森 敏治（もり としはる、1898年1月29日 - 1975年6月12日）は、日本の映画俳優。

## 経歴
1898年（明治31年）群馬県の生まれ。本名は花川戸勇。倉橋仙太郎の新民衆劇学校で演技を学び、新民衆劇一派（のちに第二新国劇に改称）で活躍。同劇団には原健策、大河内傳次郎らがいた。第二新国劇解散後、日活太秦撮影所に入社。1933年、松竹下加茂撮影に移籍。1936年、大都映画に移ると、本名の花川戸勇に改名。1939年に東宝、それから岡譲司劇団に加わる。晩年は高田稔、江川宇礼雄、岡譲司などのマネージャーを務めた。

## 主な出演作品

### 映画
- 斑蜘蛛（1928年）[2]
- 赤穂浪士 第一篇 堀田隼人の巻（1929年）[3]
- 熱火（1929年）[4]
- 貝殻一平 第一篇（1930年）[5]
- 貝殻一平 第二篇（1930年）[6]
- 貝殻一平 第四篇（1930年）[7]
- 元禄快挙 大忠臣蔵 天変の巻 地動の巻（1930年）[8]
- 小櫻金五郎（1930年）[9]
- 千丈の紅恋（1930年）[10]
- 落花飛炎録（1930年）[11]
- 鬼奴岡田良助（1932年）[12]